# Zeleno jezero
Zeleno jezero ili akumulacijsko jezero Ričice nalazi se u selu Ričice, općina Proložac u Splitsko-dalmatinskoj županiji. Jezero napajaju rijeke Vrbica i Ričina.

## Opis
Dovršeno je 1985. s namjenom navodnjavanja okolnog područja. Izgradnjom akumulacije, potopljena su četiri zaseoka: Parlovi, Dujmovići, Gujići i Topalušić. Jezero je presušilo 2012. godine te je tada bio vidljiv potopljeni stari most i vinogradi. Riblju faunu činili su: šarani, potočna pastrva.